# Zimní olympijské hry 1984
XIV. Zimní olympijské hry hostilo ve dnech 8. až 19. února roku 1984 bosenské město Sarajevo v bývalé Jugoslávii. Olympijských her se zúčastnilo celkem 1272 sportovců (998 mužů a 274 žen) ze 49 zemí světa, bezmála 10 500 dobrovolníků a 7393 akreditovaných novinářů (z toho 5030 sportovních komentátorů).
Byly to první hry pořádané pod vedením Juana Antonia Samaranche.
Dalšími kandidátskými městy byly švédský Göteborg (Falun) a japonské Sapporo.
Byly to první zimní hry konané v zemi s komunistickým režimem a dosud jediné, které pořádalo město s převážně muslimským obyvatelstvem. Olympijský oheň zapálila krasobruslařka Sanda Dubravčićová a zahajovací formuli pronesl předseda prezídia SFRJ Mika Špiljak. Symbolem her byl maskot Vučko (vlk), jehož vytvořil Jože Trobec (* 1948), olympijské medaile vyrobila dílna v Majdanpeku.
Nejúspěšnější sportovkyní sarajevské olympiády byla finská běžkyně na lyžích Marja-Liisa Hämäläinenová, která vyhrála všechny tři individuální závody a přidala bronz ve štafetě. Britští tanečníci Jayne Torvillová a Christopher Dean získali za svůj tanec Bolero dvanáctkrát nejvyšší hodnocení 6,0 (tři za technické provedení a všech devět za umělecký dojem). Ve slalomu mužů obsadili první dvě místa bratři Phil Mahre a Steve Mahre z USA. Poprvé v historii ZOH vyhrála klasifikaci zemí Německá demokratická republika, hlavně díky rychlobruslařkám, které získaly devět medailí z dvanácti možných. Jure Franko získal v obřím slalomu pro Jugoslávii první medaili ze zimní olympiády.
Poprvé se na olympiádě potkaly výpravy Čínské lidové republiky a Čínské republiky na Tchaj-wanu (pod názvem Chinese Taipei). Prvním zástupcem černé Afriky v historii ZOH se stal senegalský sjezdař Lamine Guèye. V Sarajevu se také poprvé v běhu na lyžích prosadil bruslařský styl, jehož hlavním představitelem byl Gunde Svan.
Hry byly hodnoceny po organizační stránce jako úspěšné, navzdory hospodářské krizi v tehdejší Jugoslávii a sněhové kalamitě, k níž došlo v průběhu soutěží. Televizní přenosy z olympiády viděly přes dvě miliardy lidí ve více než stovce zemí.
Olympiádu hostil Stadion Asima Ferhatoviće Hase ve čtvrti Koševo a hala Zetra, sjezdařské soutěže se konaly na svazích pohoří Bjelašnica a Jahorina a klasické disciplíny na Igmanu. Olympijská sportoviště byla vážně poničena v době obléhání Sarajeva, dochází k jejich postupné obnově.

## Kalendář soutěží
| ÚC | Úvodní ceremoniál | ● | Soutěžní den disciplíny | 1 | Finále disciplíny |  | Ukázkové disciplíny | ZC | Závěrečný ceremoniál |

| Únor                     | 7. Út | 8. St | 9. Čt | 10. Pá | 11. So | 12. Ne | 13. Po | 14. Út | 15. St | 16. Čt | 17. Pá | 18. So | 19. Ne | Finále |
| ------------------------ | ----- | ----- | ----- | ------ | ------ | ------ | ------ | ------ | ------ | ------ | ------ | ------ | ------ | ------ |
| Ceremoniály              |       | ÚC    |       |        |        |        |        |        |        |        |        |        | ZC     |        |
| Alpské lyžování          |       |       |       |        |        |        | 1      | 1      |        | 2      | 1      |        | 1      | 6      |
| Běh na lyžích            |       |       | 1     | 1      |        | 1      | 1      |        | 1      | 1      |        | 1      | 1      | 8      |
| Biatlon                  |       |       |       |        | 1      |        |        | 1      |        |        | 1      |        |        | 3      |
| Boby                     |       |       |       | ●      | 1      |        |        |        |        |        | ●      | 1      |        | 2      |
| Krasobruslení            |       |       |       | ●      |        | 1      | ●      | 1      | ●      | 1      |        | 1      |        | 4      |
| Lední hokej              | ●     |       | ●     |        | ●      |        | ●      |        | ●      |        | ●      |        | 1      | 1      |
| Rychlobruslení           |       |       | 1     | 2      |        | 1      | 1      | 1      | 1      | 1      |        | 1      |        | 9      |
| Lyžování handicapovaných |       |       |       |        | 1      |        |        |        |        |        |        |        |        | 0      |
| Saně                     |       |       | ●     | ●      | ●      | 2      |        |        | 1      |        |        |        |        | 3      |
| Severská kombinace       |       |       |       |        | ●      | 1      |        |        |        |        |        |        |        | 1      |
| Skoky na lyžích          |       |       |       |        |        | 1      |        |        |        |        |        | 1      |        | 3      |
| Celkem disciplín         |       |       | 2     | 3      | 2      | 7      | 3      | 4      | 3      | 5      | 2      | 5      | 3      | 39     |
| Kumulativní součet       |       |       | 2     | 5      | 7      | 14     | 17     | 21     | 24     | 29     | 31     | 36     | 39     |        |
| Únor                     | 7. Út | 8. St | 9. Čt | 10. Pá | 11. So | 12. Ne | 13. Po | 14. Út | 15. St | 16. Čt | 17. Pá | 18. So | 19. Ne | Finále |

## Počet medailí podle údajů mezinárodního olympijského výboru
| Pořadí | Země                                 | Zlato | Stříbro | Bronz | Celkem |
| 1      | Německá demokratická republika (GDR) | 9     | 9       | 6     | 24     |
| 2      | Sovětský svaz (URS)                  | 6     | 10      | 9     | 25     |
| 3      | Spojené státy americké (USA)         | 4     | 4       | 0     | 8      |
| 4      | Finsko (FIN)                         | 4     | 3       | 6     | 13     |
| 5      | Švédsko (SWE)                        | 4     | 2       | 2     | 8      |
| 6      | Norsko (NOR)                         | 3     | 2       | 4     | 9      |
| 7      | Švýcarsko (SUI)                      | 2     | 2       | 1     | 5      |
| 8      | Kanada (CAN)                         | 2     | 1       | 1     | 4      |
| 8      | Západní Německo (FRG)                | 2     | 1       | 1     | 4      |
| 10     | Itálie (ITA)                         | 2     | 0       | 0     | 2      |
| 11     | Velká Británie (GBR)                 | 1     | 0       | 0     | 1      |
| 12     | Československo (TCH)                 | 0     | 2       | 4     | 6      |
| 13     | Francie (FRA)                        | 0     | 1       | 2     | 3      |
| 14     | Japonsko (JPN)                       | 0     | 1       | 0     | 1      |
| 14     | Jugoslávie (YUG)                     | 0     | 1       | 0     | 1      |
| 16     | Lichtenštejnsko (LIE)                | 0     | 0       | 2     | 2      |
| 17     | Rakousko (AUT)                       | 0     | 0       | 1     | 1      |
| Celkem | Celkem                               | 39    | 39      | 39    | 117    |